# Капиллярный электрофорез
Капилля́рный электрофоре́з, известный также как капиллярный зональный электрофорез (англ. CZE), используется для разделения ионов по заряду. В случае обычного электрофореза заряженные молекулы перемещаются в проводящей жидкости под действием электрического поля. В 1960-х годах была предложена методика капиллярного электрофореза для разделения молекул по заряду и размеру в тонком капилляре, заполненном электролитом.

## Оборудование
Для проведения капиллярного электрофореза требуется относительно простое оборудование. Схема эксперимента представлена на рисунке 1. Основные компоненты системы — флакон для нанесения образца, стартовый флакон, конечный флакон, капилляр, электроды, мощный источник питания, детектор и устройство обработки данных. Флакон для нанесения образца, стартовый и конечный флаконы заполнены электролитом, например, водным буферным раствором. Для нанесения образца конец капилляра опускают во флакон с образцом и затем перемещают в стартовый флакон. Перемещение анализируемых веществ осуществляется под действием электрического поля. Все ионы передвигаются по капилляру в одном направлении под действием электроосмотического тока. Анализируемые вещества разделяются по электрофоретической мобильности и детектируются около конца капилляра.

Рисунок 1. Установка для проведения капиллярного электрофореза

## Детектирование
Детектирование разделившихся молекул при капиллярном электрофорезе может осуществляться различными устройствами. Наиболее распространенные приборы детектируют изменение поглощения излучения в ультрафиолетовой области или в видимом диапазоне света. Обычно в таких системах в качестве ячейки используют участок капилляра. Длина пути проходящего света при капиллярном электрофорезе составляет порядка 50 микрометров, что намного меньше, чем в случае обычных ультрафиолетовых ячеек, в которых длина пути света порядка 1 сантиметра.
В соответствии с законом Бугера — Ламберта — Бера, чувствительность детектора пропорциональна длине пути, по которому свет проходит через ячейку. Для увеличения чувствительности удлиняют путь, по которому проходит свет, однако при увеличении размеров ячейки снижается разрешение. Капиллярная трубка может быть расширена в месте детектирования, такую разновидность называют пузырьковой ячейкой. В другом варианте увеличение пути проходящего света достигается за счёт добавления дополнительного капилляра (см. рисунок 2). Оба этих метода снижают эффективность разделения.

Рисунок 2. Способы увеличения длины капилляра: a) ячейка с пузырьками (утолщениями); б) z-ячейка (применена дополнительная трубка).

Детектирование путём улавливания флуоресценции может быть использовано при капиллярном электрофорезе образцов, обладающих естественной флуоресценцией, или химические модификации, в которые вводят флуоресцентные метки. Такой способ детектирования обеспечивает высокую чувствительность, однако не может быть использован для определения многих нефлуоресцирующих веществ. Также используют детектирование флуоресценции, вызванную лазером, такие системы капиллярного электрофореза могут детектировать вещества в количестве от 10−18 до 10−21 моль.
Для того чтобы отличить сходные образцы, системы разделения капиллярным электрофорезом могут быть напрямую связаны с масс-спектрометрами. В большинстве таких систем конец капилляра помещают в прибор для электроаэрозольной ионизации. Ионизированные частицы далее анализируют масс-спектрометром.

## Способы разделения
Молекулы разделяют капиллярным электрофорезом из-за отличий в подвижности в приложенном электрическом поле. Скорость движения ({\displaystyle u_{p}}) разделяемых молекул в приложенном поле относительно электрода с противоположным зарядом:
{\displaystyle u_{p}=\mu _{p}E,}
где {\displaystyle \mu _{p}} это электрофоретическая подвижность,
{\displaystyle E} — напряжённость электрического поля.
Электрофоретическая подвижность пропорциональна заряду иона. В случае, когда образец состоит из двух типов молекул, отличающихся зарядом, в результате электрофореза происходит разделение. Электрофоретическая подвижность вещества при данных значениях pH составляет:
{\displaystyle \mu _{p}={\frac {z}{6\pi \eta r}},}
где {\displaystyle {z}} — электрический заряд молекулы,
{\displaystyle r} — стоксовский радиус молекулы:
{\displaystyle r={\frac {k_{B}T}{6\pi \eta \ D}},}
где {\displaystyle k_{B}} — постоянная Больцмана,
{\displaystyle T} — абсолютная температура,
{\displaystyle D} — коэффициент диффузии.
Приведённые уравнения показывают, что электрофоретическая подвижность молекулы пропорциональна заряду и обратно пропорциональна её радиусу. Электрофоретическая подвижность может быть определена экспериментально по времени движения молекулы в электрическом поле заданной силы:
{\displaystyle \mu _{p}=\left({\frac {L}{t_{r}}}\right)\left({\frac {L_{t}}{V}}\right),}
где {\displaystyle L} — расстояние от точки старта до места детектирования,
{\displaystyle t_{r}} — время, движения анализируемой молекулой до точки детектирования,
{\displaystyle V} — напряжённость электрического поля,
{\displaystyle L_{t}} — общая длина капилляра.
Так как электрическое поле вызывает движение лишь на заряженных молекул, незаряженные молекулы плохо разделяются капиллярным электрофорезом.
Скорость перемещения анализируемых молекул при капиллярном электрофорезе зависит от величины электроосмотического потока в буфере. В общем случае электроосмотический поток направлен по направлению к отрицательно заряженному катоду. Отличающиеся электрофоретическими подвижностями, молекулы двигаются к противоположно заряженному электроду.
Отрицательно заряженные частицы двигаются к положительно заряженному аноду, положительно заряженные — к катоду в направлении электроосмотического потока (см. рисунок 3).

Рисунок 3. Разделение заряженных и незаряженных молекул (А) в соответствии с их электрофоретической и электроосмотической подвижностью

Рисунок 4. Схема внутренней организации капилляра, заполненного силикагелем в присутствии буферного раствора

Скорость электроосмотического потока {\displaystyle u_{o}} может быть представлена в виде:
{\displaystyle u_{o}=\mu _{o}E,}
где {\displaystyle \mu _{o}} — электроосмотическая подвижность, равная:
{\displaystyle \mu _{o}={\frac {\epsilon \zeta }{\eta }},}
где {\displaystyle \zeta } — потенциал стенки капилляра,
{\displaystyle \epsilon } — относительная диэлектрическая проницаемость буферного раствора.
Электроосмотическая подвижность может быть определена путём измерения времени задержки нейтрально заряженных молекул.
Скорость движения ({\displaystyle u}) анализируемой молекулы в электрическом поле может быть представлено в виде:
{\displaystyle u_{p}+u_{o}=(\mu _{p}+\mu _{o})E.}
Ввиду того, что электроосмотический поток буферного раствора обычно больше, чем электрофоретический поток анализируемых веществ, все анализируемые молекулы перемещаются с буферным раствором к катоду. Отрицательно заряженные молекулы дольше задерживаются в капилляре, ввиду противоречий в их электрофоретических подвижностях.
Порядок перемещения заряженных молекул представлен на рисунке 3: небольшие катионы перемещаются быстро, малые, многократно заряженные анионы, сильно задерживаются.

## Эффективность и разрешение
Количество теоретических тарелок, или эффективность разделения в случае капиллярного электрофореза определяется уравнением:
{\displaystyle N={\frac {\mu V}{2D_{m}}},}
где {\displaystyle N} — количество теоретических «тарелок»,
{\displaystyle \mu } — кажущаяся подвижность в среде разделения,
{\displaystyle D_{m}} — коэффициент диффузии разделяемого вещества.
В соответствии с этим уравнением эффективность разделения ограничивается только диффузией и является величиной, пропорциональной силе электрического поля. Эффективность разделения путём капиллярного электрофореза, как правило, значительно выше, чем эффективность других методов разделения, например, высокоэффективной жидкостной хроматографии (ВЭЖХ).
В отличие от ВЭЖХ в случае капиллярного электрофореза не происходит перенос масс между фазами.
Профиль потока в случае систем электроосмотического потока является плоским, в отличие от ламинарного профиля хроматографических колонок, в которых разделение происходит под давлением (см. рисунок 5). В результате этого при электроосмотическом разделении не происходит расширения полос, как при хроматографии. Разделение капиллярным электрофорезом может иметь несколько сотен тысяч теоретических тарелок.

Рисунок 5. Профили ламинарного и электроосмотического потоков

Разрешение ({\displaystyle R_{s}}) разделения капиллярного электрофореза может быть записано как:
{\displaystyle R_{s}={\frac {1}{4}}\left({\frac {\triangle \mu _{p}{\sqrt {N}}}{\mu _{p}+\mu _{o}}}\right).}
В соответствии с этим уравнением, максимальное разрешение достигается при сходных значениях электрофоретических и электроосмотических подвижностей, но с противоположным знаком. Кроме того, высокое разрешение требует низкой скорости и, соответственно, требует большего времени на разделение.

## Родственные методы
Разделение при помощи капиллярного электрофореза основано на различиях в электрофоретических подвижностях разделяемых молекул. Однако, некоторые классы молекул не могут быть разделены, так как являются незаряженными или незначительно отличаются по электрофоретической подвижности. Для разделения нейтральных (незаряженных) компонентов пробы применяется мицеллярная электрокинетическая хроматография (МЭКХ), при которой в буферный раствор добавляются поверхностно-активные вещества, образующие мицеллы. Заряженные полимеры, например, ДНК, могут быть разделены в капиллярах, заполненных гелем; гель сильнее замедляет более длинные молекулы, чем более короткие. Такой вариант капиллярного электрофореза называют капиллярным гель-электрофорезом. Некоторые системы капиллярного электрофореза могут быть использованы для микромасштабной хроматографии. Также системы капиллярного электрофореза могут быть использованы для изотахофореза, изоэлектрического фокусирования и аффинного электрофореза.